# Мехия, Камило
Камило Эрнесто Мехия (исп. Camilo Ernesto Mejía, 28 августа 1975, Манагуа) — бывший старший сержант национальной гвардии США никарагуанского происхождения, а ныне — антивоенный активист и писатель. Сын Карлоса Мехия Годоя.